# (2157) Ashbrook
(2157) Ashbrook ist ein Asteroid des Hauptgürtels, der am 7. März 1924 vom deutschen Astronomen Karl Wilhelm Reinmuth an der Landessternwarte Heidelberg-Königstuhl (IAU-Code 024) in Heidelberg entdeckt wurde.
Der Asteroid gehört möglicherweise zur Gefion-Familie, einer Asteroiden-Familie, die nach (1272) Gefion benannt ist.
(2157) Ashbrook wurde nach dem US-amerikanischen Astronomen Joseph Ashbrook (1918–1980) benannt, der die Rotationsperiode des Mars durch Auswertung alter Aufzeichnungen auf wenige tausendstel Sekunden genau bestimmte und als Redakteur der Monatszeitschrift Sky and Telescope eine wichtige Informationsquelle für alle Astronomen bereitstellte.